# Renault 208
Le Renault 208 a été le premier camion de 7 tonnes de charge utile présenté par la Régie Renault après la Seconde Guerre mondiale. Il était disponible avec deux motorisations: 
- 208 - essence, produit de juin 1945 a janvier 1946 à 360 exemplaires,
- 208 D - diesel, produit de novembre 1945 à avril 1948 à 3 899 exemplaires dont 12 exemplaires de la variante 216 D, 1 exemplaire en version coloniale et 1 exemplaire modifié 208 D 2.

soit un total de 4 259 exemplaires.

## Histoire
Rappel historique : le contexte de l'époque
Après la déclaration de guerre de l'Allemagne nazie, il a fallu booster la production et l'État a imposé à chaque constructeur de produire un type de matériel. Les petits camions bâchés de 1,5 tonne de charge utile ont été répartis entre Citroën et Peugeot tandis que les camions plus lourds ont été attribués à Renault, Berliet et Panhard. Malgré sa réputation de classicisme et de manque d'imagination, Renault va devoir innover dans ce domaine.
En 1934, Renault présente l'ABF, un camion de 5 tonnes de charge utile avec une demi cabine avancée. la cabine avancée, une nouveauté pour la France qui a toujours connu les cabines à capot qui resteront à la mode jusque dans les années 1990. Citroën et Berliet sont longtemps restés très rétifs à cette solution pourtant adoptée par tous les grands constructeurs étrangers. Les autorités militaires n'ont été convaincues de son intérêt et accepté les nouveaux véhicules qui en étaient dotés qu'après 1938/40 avec les Renault AGR et AGK.
En 1940, les anciens modèles lourds d'avant guerre sont remis au goût du jour avec l'adjonction d'un gazogène. Les modèles Renault AGK refont leur apparition, dotés de phares occultés pour ne pas être repérés par les avions. Équipés du moteur 4 cylindres Renault type 441 développant 85 ch, la charge utile atteignait 6 tonnes. 
En début d'année 1945, Renault présente le prototype d'un nouveau camion, le 208 de 7 tonnes de charge utile avec une cabine avancée mais avec un pare-brise en deux parties au lieu de quatre, extrapolée du AGK.

## Renault 208 / 208 D
Le camion à cabine avancée Renault 208 était un camion considéré "gros porteur" à l'époque, avec 7 tonnes de charge utile. De nos jours il serait classé moyen/léger tonnage. Il a été produit entre novembre 1945 et avril 1948.
Le Renault 208 D est la version équipée du moteur à huile lourde (diesel) Renault de 8 344 cm3. Il en conserve toutes les caractéristiques dimensionnelles.
Le Renault 208 D a été renommé Renault R.4080 en milieu d'année 1948. Le R.4080, 7 tonnes de C.U. conserve le moteur diesel 85 ch, sera produit jusqu'en novembre 1950, toujours dérivé de l'AGK d'avant-guerre. Une version plus lourde de 12 tonnes de C.U. était appelée R.4180.